# Loxogramme nidiformis
Loxogramme nidiformis är en stensöteväxtart som beskrevs av Carl Frederik Albert Christensen. Loxogramme nidiformis ingår i släktet Loxogramme och familjen Polypodiaceae. Inga underarter finns listade.